# Geschlecht in Fesseln
Pour plus de détails, voir Fiche technique et Distribution.
Geschlecht in Fesseln est un film allemand réalisé par William Dieterle, sorti en 1928.

## Fiche technique
- Titre : Geschlecht in Fesseln
- Réalisation : William Dieterle
- Scénario : Georg C. Klaren et Herbert Juttke (en)
- Photographie : Robert Lach (en)
- Pays d'origine : République de Weimar
- Format : Noir et blanc - 1,33:1 - Film muet
- Genre : drame
- Date de sortie : 1928

## Distribution
- William Dieterle : Franz Sommer
- Gunnar Tolnæs (en) : Rudolf Steinau
- Mary Johnson : Helene
- Paul Henckels : le père d'Helenes
- Hans Heinrich von Twardowski : Alfred
- Carl Goetz : Prisonnier